# Garbis Dedeian
Garbis Dedeian (n. 24 aprilie 1959, București, România – d. 13 ianuarie 2020, București, România) a fost un saxofonist și compozitor român de origine armeană, membru al Uniunii Compozitorilor și Muzicologilor din România.
A urmat Liceul de Muzică nr. 1 din București și a studiat clarinetul cu profesorul Florian Popa, la Școala Populară de Artă. A debutat în 1979 la Festivalul de Jazz de la Sibiu. În anul 2003, grupul de instrumentiști condus de Gabriel Dedeian a primit premiul „Formația Anului 2003”, în Gala Premiilor de Jazz organizată de Societatea Română de Radiodifuziune.
Stilistic, a fost influențat de saxofoniștii Sonny Rollins și John Coltrane, așa cum remarca Florian Lungu și cum declara el însuși într-un interviu din 2011.

## Discografie

### Ca lider
- Armine (Soft Records, 2018)
- Florian „Moșu” Lungu* – Sono-Portret (piesa "Uite Moșu, nu e Moșu - Live") (Soft Records, 2016)
- Compozitori Români De Jazz / Romanian Jazz Composers (1) (piesa "De dragul tău") (Star Media Music)

### Sub nume propriu
- The Romanian Jazz Collection (A&A Records,2012) (piesa "Nasty Blues")

### Colaborator
- Alexandru Andrieș – Interioare (Electrecord, 1984)
- Nicu Alifantis - Mitică Popescu (musical, dramatizare după Camil Petrescu) (Electrecord, 1985)
- Metropol Grup – Din Nou Împreună (Electrecord, 1987)
- Alexandru Andrieș – Rock'n'Roll (Electrecord, 1987)
- Alexandru Andrieș – Trei Oglinzi (piesa "Soarele arde tare") (Electrecord, 1990)
- Alexandru Andrieș – Așteptînd-o Pe Maria / Pete Albe (Pro Art & Architecture Romtrust S.R.L., 1991)
- Alexandru Andrieș – Azi (album) (Electrecord, 1991)
- Capriel Dedeian – Carun, Carun (Primăvară, primăvară) (Electrecord, 1991)
- Andrieș – Vecinele Mele 1,2,3 (piesa "Degeaba") (Toji Productions, Pro Art & Architecture, Romtrust Inc., Toji Productions, Pro Art & Architecture, Romtrust Inc., 1992)
- Gheorghe Florin – Vino (Electrecord, 1992)
- Alexandru Andrieș – Alexandru Andrieș (piesa "Dimineața devreme") (Electrecord, 1994)
- Anca Parghel – Midnight Prayer (piesa "Funk You!") (Intercont Music, 1996)
- Alexandru Andrieș – Vreme Rea (Black Crow Music Productions, A&A Records, 2000)
- Alexandru Andrieș – Bingo România (Black Crow Music Productions, 2000)
- Florin Răducanu – Hermannstadt Jazz Town (Soft Records, 2004)
- Alexandru Andrieș – Rarități (A&A Records, Black Crow Music Productions, 2004)
- Alexandru Andrieș – 50/30/20 (piesa "Interioare") (A&A Records, Black Crow Music Productions, 2004)
- Metropol Group – Reload Lp 3 & 4 (V@coustic Medientech Freiburg, 2004)
- Alexandru Andrieș – Pofta Vine Mâncând / Rarități (A&A Records, Black Crow Music Productions, 2004)
- Alexandru Andrieș – Interioare / Rock'n'roll (A&A Records, Black Crow Music Productions, 2004)
- Alexandru Andrieș – Despre Distanțe / Trei Oglinzi (A&A Records, Black Crow Music Productions, 2004)
- Alexandru Andrieș – Interzis / Azi (A&A Records, Black Crow Music Productions, 2004)
- Marius Popp – Semințe Prăjite / Roasted Seeds (Electrecord, 2008)
- Ștefan Iordache - Astă Seară Stau Acasă - Musical De Nicu Alifantis (TVR Media, Jurnalul Național, Teatrul Mic, Fundația Nicu Alifantis, 2009)
- Direcția 5 – Beautiful Jazz Duets (Cat Music, 2011)
- Nicu Alifantis – Theatre Music Collection • Memorabilia • 45 Anniversary Edition (Memorabilia • 45 Anniversary Edition (Alifantis Music, Teatrul Dramaturgilor Români, 2018)